# Anita Filipovics
Anita Filipovics est une ancienne joueuse hongroise de volley-ball née le 9 avril 1988 à Budapest. Elle mesure 1,91 m et jouait au poste de centrale. Elle a totalisé 14 sélections en équipe de Hongrie.

## Clubs
| Club                   | De        | À         |
| ---------------------- | --------- | --------- |
| Vasas Budapest         | 2004-2005 | 2005-2006 |
| Asystel Volley         | 2006-2007 | 2006-2007 |
| Brunelli Volley        | 2007-2008 | 2007-2008 |
| Santeramo Sport        | 2008-2009 | 2008-2009 |
| Conero Volley Club     | 2009-2010 | 2009-2010 |
| Crema Volley           | 2010-2011 | 2010-2011 |
| Volleyball Santa Croce | 2011-2012 | 2011-2012 |
| Volley 2002 Forlì      | sep 2012  | sep 2012  |

## Palmarès
- Championnat de Hongrie
  - Vainqueur : 2005.
  - Finaliste : 2006.